# Chó không lông Peru
Chó không lông Peru hay Chó Orchid Inca ở Peru là một giống chó có nguồn gốc từ nền văn hóa tiền Inca của Peru. Nó là một trong nhiều giống chó không có lông.

## Lịch sử
Đây là một giống chó cổ. Mặc dù nó thường được coi là chó Inca vì nó được biết là đã được giữ trong đế quốc Inca (người Tây Ban Nha đã phân loại chúng là một trong 6 giống chó khác nhau trong Đế chế Inca),chúng cũng được giữ làm vật nuôi trước văn hóa Inca từ vùng ven biển Peru. Những con chó không có lông từ văn hóa Chimú, Moche, và Vicus cũng được biết đến. Những mô tả về những con chó không có lông Peru xuất hiện vào khoảng 750 A.D. Trong khi chúng thường được ăn trong thời cổ đại ở các khu vực ven biển phía bắc của Peru, người Inca đã cấm sử dụng chó khi họ thống trj khu vực đó.
Cuộc chinh phục Peru của Tây Ban Nha gần như đã gây ra sự tuyệt chủng của giống chó này. Những con chó sống sót ở các vùng nông thôn, nơi mọi người tin rằng chúng đã giữ một giá trị thần bí, và vì danh tiếng của chúng là điều trị viêm khớp.
Trong những năm gần đây, Liên minh nghiên cứu chó quốc tế (FCI) đã công nhận giống chó này và áp dụng một tiêu chuẩn giống chính thức. Trước đó, tại Hoa Kỳ, một số người đam mê tạo ra một loại chó không lông Peru khác, Chó Orchid Inca ở Peru (Peruvian Inca Orchid). Chó Orchid Inca ở Peru được công nhận bởi AKC, và tất cả các con chó được công nhận là con của 13 con chó được mang từ Peru vào đầu thế kỷ XX. Câu lạc bộ UKC cũng công nhận giống này trong những năm gần đây.